# Omeisaurus maoianus
Omeisaurus maoianus es una especie del género extinto Omeisaurus ("lagarto de Omei") de dinosaurio saurópodo eusaurópodo que vivió a finales del período Jurásico, hace aproximadamente entre 157 y 145 millones de años, desde el Kimmeridgiense y el Titoniense, en lo que es hoy Asia. Su holotipo es ZNM N8510, un esqueleto parcial. Fue encontrado en un horizonte terrestre de la Formación Shaximiao de China.